# Jesusmanifestationen
Jesusmanifestationen är en årlig religiös manifestation i maj, initierad av frikyrkoprofilen Stanley Sjöberg.

## Historia
Första Jesusmanifestationen hölls 2008. Bussar chartrades, ett X2000-tåg bokades och sammanlagt samlades och samlade 12 000 kristna från hela landet i Kungsträdgården, Stockholm. Manifestationen var unik. Inte på femtio år hade så många kristna samlats i gemensam aktion på ett och samma ställe och uppslutning spände mellan Livets ord och ortodoxa kyrkan. Den kristna tidningen Dagen uppmärksammade manifestationens unikhet genom att för första gången byta ut sin logga till siffran 12 000.
Året därpå, 2009, lämnade Stanley Sjöberg över ordförandeskapet till Lennart Möller. Då slog man deltagarrekordet och blev sammanlagt 18 000 personer. 
Jesusmanifestationen 2010 ägde rum den 22 maj och samlade drygt 25 000 människor.

### Organisering
Jesusmanifestationen har alltid anordnats en lördag. Manifestationen inleds med att lokala församlingar ansvarar för ett tiotal torgmöten runt om i Stockholm, däribland Sergels torg, Medborgarplatsen, Humlegården och Stortorget. Där ansvarar olika kristna samfund och kyrkor, oftast ekumeniskt, för program och underhållning. Under eftermiddagen går en parad från respektive torg till Kungsträdgården där själva manifestationen tar plats. Stora delar av Stockholm spärras av och 2009 varnades för trafikkaos i hela Stockholms innerstad till följd av paraden..  

## Interna problem
Enligt organisatörerna är manifestationens syfte att samla kristna kring tron på Jesus existens. Trots det har manifestationen kantats av konflikter mellan religiösa grupper. När ledningsgruppen inför 2009 års manifestation försökte nå ännu bredare ekumenisk uppslutning och bjuda in Svenska kyrkans representant, domprost Åke Bonnier, slutade det med ett avhopp. Åke Bonnier hoppade själv av och menade att han gjorde det för att hans "teologiska hållning har blivit ett problem".